# DN1C főút (Románia)
A DN1C másodrendű főút Romániában, amely Kolozsvárt köti össze Nagybányával és az ukrán határral. Hossza 217,579 km. A nemzeti közútkezelő kolozsvári igazgatóságához tartozik.
Az út Kolozsvárról indul északnyugati irányban. Magyarzsombornál keresztezi a DN1G főutat, Zilahnál pedig DN1H főutat. Alsószopornál észak felé elágazik a DN19A főút.
Az út Kolozsvárról indul keleti irányban Apahida felé, ahol keresztezi a DN1-es főutat. Utána észak felé halad Szamosújváron át Dés felé, ahol keresztezi a DN17-es főutat. Innentől a Nagy-Szamos völgyét követi északnyugati irányban.  Elhagyva a folyó völgyét, Nagysomkúton át Nagybányára vezet, majd Miszmogyoróson és Szinérváralján keresztül Sárközre. Itt 4 kilometeren át együtt halad a DN19-es főúttal, majd eléri Halmi határátkelőhelyet. Az út Ukrajnában Beregszász felé folytatódik.
Az út apahidai szakasza állandóan túlterhelt a Kolozsvárról ingázók miatt, gyakoriak a forgalmi dugók. A Máramaros megyei rendőrség statisztikája szerint ezen az úton 2017-2019 között 62 súlyos közlekedési baleset történt.